# Національний департамент архівів Азербайджану
Національний департамент архівів Азербайджану є урядовою установою в рамках Кабінету Азербайджану, відповідальним за управління, обслуговування, захист і оновлення національних архівів Азербайджанської Республіки. Агентство очолює Атахан Пашаєв. Його статут був затверджений 2 грудня 2002 президентом Гейдаром Алієвим. Агентство забезпечує реалізацію державної політики щодо поновлення і підтримки національних архівів через його безпосередню діяльність в області збору та збереження даних і документів, а також через його регіональних глав і національні архіви Нахчиванської Автономної Республіки Азербайджану. Діяльність відділу фінансуються за рахунок коштів, виділених з державного бюджету Азербайджанської Республіки.

## Історія
- 1920 Фонд Державного архіву при Комісаріаті народної освіти
- 1922 Управління архівів при Бюро Центрального Виконавчого Комітету Азербайджанської РСР
- 1930 Департамент Центрального архіву
- 1966 році Державний архів літератури і мистецтва Азербайджанської РСР
- 2002 Національний департамент архівів Азербайджану